# Amphilius cryptobullatus
Amphilius cryptobullatus är en fiskart som beskrevs av Skelton, 1986. Amphilius cryptobullatus ingår i släktet Amphilius och familjen Amphiliidae. IUCN kategoriserar arten globalt som livskraftig. Inga underarter finns listade i Catalogue of Life.